# Hancock (Minnesota)
Hancock é uma cidade localizada no estado americano de Minnesota, no Condado de Stevens.

## Demografia
Segundo o censo americano de 2000, a sua população era de 717 habitantes.
Em 2006, foi estimada uma população de 694, um decréscimo de 23 (-3.2%).

## Geografia
De acordo com o United States Census Bureau tem uma área de
2,6 km², dos quais 2,6 km² cobertos por terra e 0,0 km² cobertos por água. Hancock localiza-se a aproximadamente 352 m acima do nível do mar.

## Localidades na vizinhança
O diagrama seguinte representa as localidades num raio de 24 km ao redor de Hancock.